# جيري روبنسون (لاعب كرة قدم أمريكية)
جيري روبنسون (بالإنجليزية: Jerry Robinson)‏ هو لاعب كرة قدم أمريكية أمريكي، ولد في 9 مارس 1939 في جونسبورو في الولايات المتحدة، وتوفي في 13 يناير 2013.